# 日高 (丹沢)
日高（ひったか・にったか）は、丹沢山地の丹沢主脈にある標高1,461mの山である。神奈川県愛甲郡清川村と足柄上郡山北町との境界にあり、丹沢大山国定公園に属する。

## 登山道
丹沢山から塔ノ岳への登山道の途中に位置する小ピークであり、当山を目的に登山する人は少ない。
主なルート
- 大倉 - 花立 - 塔ノ岳 - 日高 - 丹沢山 （約4時間）
- ヤビツ峠 - 三ノ塔 - 塔ノ岳 - 日高 - 丹沢山 （約4時間30分）

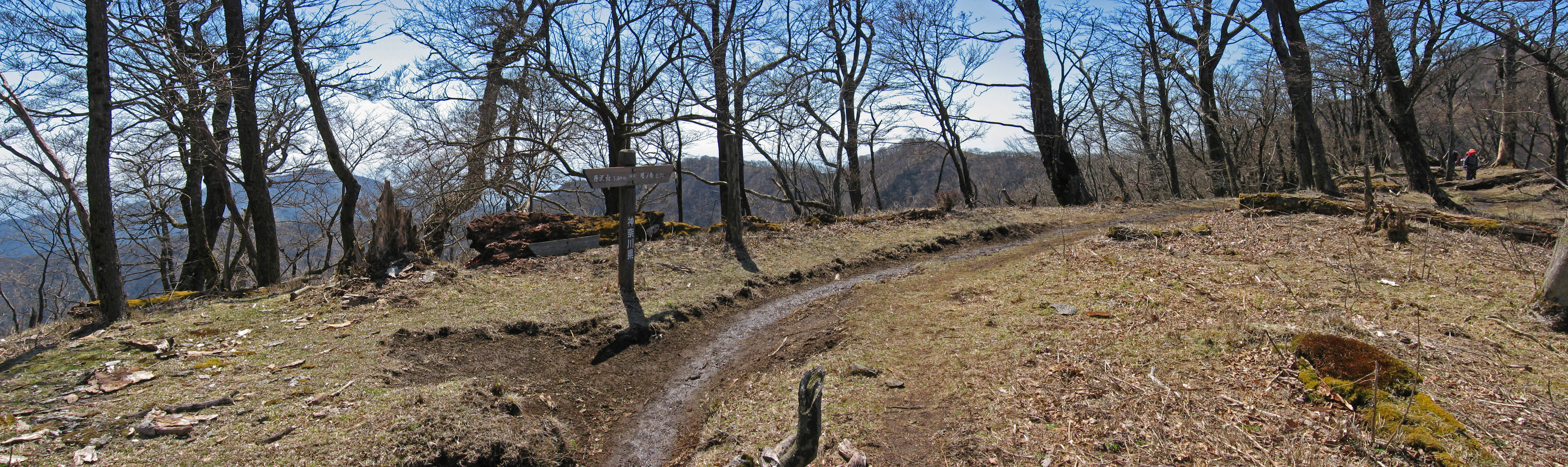
日高の山頂部

## 周辺の山
- 塔ノ岳（1,491m）
- 竜ヶ馬場（1,504m）
- 丹沢山（1,567m）
- 三角沢ノ頭（1,331m）